# 炎・天下奪取
「炎・天下奪取」（えん・てんかだっしゅ）は、日本の男性グループ・BOYS AND MENの楽曲。作詞・作曲は前山田健一。シングルは2018年9月12日にユニバーサルミュージックのレーベル・Virgin Musicからリリースされた。BOYS AND MENの21作目のシングルにあたる。同年の夏期にドラマイズム枠で放送された『マジで航海してます。〜Second Season〜』の主題歌である。

## 背景、リリース
2018年5月リリースの『進化理論』に続くシングルであり、通算21作目、Virgin Musicからは4作目、メジャー流通としては7作目のシングルとなる。
6月、飯豊まりえ・武田玲奈主演、メンバーの勇翔が出演したドラマ『マジで航海してます。』の続編が放送されることが発表された。後日、これにリーダー・水野勝が出演し、前作の主題歌である「帆を上げろ!」に続きBOYS AND MENが主題歌を担当すると明かされた。「帆を上げろ!」と同じく、この「炎・天下奪取」もドラマのために書き下ろされた楽曲である。楽曲タイトルの発表と合わせて、これが「帆を上げろ!」と同じく前山田健一（以下、ヒャダイン）の制作による楽曲であることや、シングルのリリースに関する情報などを公開した。後述のように、BOYS AND MENはこの曲を「帆を上げろ!」から築いてきたヒャダインとの関係性、自分たちへの理解からできた曲であると説明しており、今作でヒャダインはメンバーの歌唱パートをあらかじめ決めて楽曲を制作した。
BOYS AND MENは7月14日から今作のリリースイベントを開催し、この日の東京・ヴィーナスフォートでのイベントステージ上においてこの曲を初披露した。16日、冠ラジオ番組『BOYS AND MEN 栄第七学園男組』で楽曲をオンエア。『マジで航海してます。〜Second Season〜』は7月30日（29日深夜）に毎日放送から放送が始まった。「帆を上げろ!」はエンディングテーマであったが、「炎・天下奪取」はオープニングテーマとして用いられた。
カップリングの「あなたに出逢えたこと」、および前作「進化理論」とともに、12月リリースのベスト・アルバム『ボイメン・ザ・ベスト』に収められた。2019年3月から田中俊介がBOYS AND MENの活動を休止して、5月リリースの次作『頭の中のフィルム』は田中を除く9人体制で制作、発表された。その後の田中の脱退によって、この『炎・天下奪取』が田中が最後に参加した、10人体制で制作された最後のシングルとなった。

## 制作、音楽性
「炎・天下奪取」は、夏をイメージさせる楽曲であり、応援ソングである。ユニバーサルミュージックはこの曲を「アンセムソング」と表現し、「ボイメン（BOYS AND MENの通称）節炸裂の汗だくになって一緒にシンガロングできる壮快感全開の楽曲」と紹介した。水野勝はサッカーの応援歌として使われる「アイーダ」に例えている。他のメンバーは「夏バテをぶっ飛ばすような激アツソング（本田剛文）」、「前回（「帆を上げろ!」）が夏の海をイメージした曲で、今回はじりじりとした暑さが地面から伝わってくるような、いわゆる日本の夏を象徴した曲（勇翔）」、などといった説明をしている。前述のようにドラマの主題歌として制作された。BOYS AND MENは2018年の夏にフェスに参加する機会が多く、そこで初見の人でも一緒に楽しめる曲を作りたい、という狙いもあった。
「帆を上げろ!」の作詞はいしわたり淳治であったが、今作はヒャダインが作詞・作曲の両方を担った。編曲は三好啓太、ギターとベースに板垣祐介、コーラスにSHIKATAが参加している。ヒャダインの楽曲提供は「帆を上げろ!」以来1年ぶりとなる。その1年の間でメンバーはヒャダインとの関係性がより深まり、「ヒャダインさんは一人ひとりの個性も、グループの目指すべき目標もわかってくれている方です（辻本達規）」と、信頼を寄せられる存在になったと語っている。そしてこの曲を、「ヒャダインさんから僕らへ向けてのメッセージがたくさん入っている（辻本達規）」、「転調があったり、曲調がころころ変わる、楽しい曲（同）」、「爽やかなのに暑苦しい、ボイメンの曲になっている（田中俊介）」、などと解釈した。
この曲でヒャダインは「彼にこのフレーズを歌わせたい」・「彼と彼の声は合う」といった案を取り入れて歌唱のパート割りを決めながら詞を書き、さらにはレコーディングでの歌唱指導も担った。ヒャダインの指示は総じて「メロディに合わせて歌おうとせずに、個性を出していっていい」というものであった。各自のソロパートにおいて小林豊は「キラキラアイドルな感じで」、田中俊介は「もっと泥臭く」、水野勝は「熱くやって」、本田剛文は「あまりキレイにまとめようとしないで」、といった指示を受けたと語っている。小林は仕事で会う機会があったヒャダインから「メンバーの個性が強くて、作っていて楽しい。もっとそれぞれのことを知りたい。」と言われたという。

## リリース形態、アートワーク
CDシングルは、通常盤・初回限定盤A/Bの3種類と、レーベルのウェブストア限定で販売されるピクチャーレーベルCDのBOYS AND MEN盤・YanKee5盤・誠盤の3種類によるUNIVERSAL MUSIC STORE限定盤の、計6つのタイプでリリースされた。初回限定盤AはCDに「炎・天下奪取」のミュージック・ビデオなどを収録したDVDが付属、初回限定盤BはCDにフォトブックレットが付属する内容である。
初回限定盤Aと通常盤は、昭和のギャグ漫画から学ラン姿のメンバーが飛び出してくるというイメージのジャケット写真である。ミュージック・ビデオでも着用しているこの学ラン衣装について水野勝は、『嗚呼!!花の応援団』のようなどこか懐かしい学ラン、と説明している。この撮影にあたって最も目立つ立ち位置（人間ピラミッドの崩れた後のようなフォーメーションの頂点）に就くメンバーを決めるくじ引きが行われ、初回限定盤A（背景色は青）は小林豊、通常盤（背景色は黄色）は本田剛文がこのポジションを得た。初回限定盤Bは、ミュージック・ビデオの銭湯でのシーンと連動したもので、全裸のメンバーが横並びで片足立ちになり、風呂桶で股間を隠し合うというジャケット写真である。
カップリングには、「あなたに出逢えたこと」（全タイプ）、「つっぱりパッショネイト」（通常盤・初回限定盤A/B）を収録している。「あなたに出逢えたこと」は、2015年のフェス出演を通じて知り合ったナオト・インティライミからの楽曲提供が実現したもので、BOYS AND MENのために新たに書き下ろしたミディアム・バラードである。「つっぱりパッショネイト」は、結成当初からBOYS AND MENの音楽面を手掛けてきたYUMIKOのチームによる、名古屋弁や名古屋独特の言葉を盛り込んだ楽曲である。

## ミュージック・ビデオ
この曲のミュージック・ビデオは「BOYS AND MEN応援団」をコメディタッチで描いた作品である。銭湯で撮影したシーンが盛り込まれており、そこでメンバーが全裸姿を披露していることがクローズアップされた。メンバーはこの曲から高校野球などをイメージしており、銭湯での撮影と知らされたときには意外に思ったという。しかしこのアイデアを面白がり、もともと自分たちは脱ぐことに慣れていて裸に抵抗がなく、「ボイメンはNGなし」・「真面目に不真面目さを全力投球でやるのがボイメン」といったモットーに沿う、自分たちらしさを一番出せたものになったと語っている。
ディレクターは竹石渉。元プロレスラーのキラー・カーンがゲスト出演している。銭湯のシーンは、映画『テルマエ・ロマエ』でも使われた東京都北区の銭湯「稲荷湯」で撮影された。ミュージック・ビデオ全体は、ビルの屋上に並ぶBOYS AND MENにキラー・カーンが「お前ら、最近たるんでいるぞ！」と怒鳴りつけるところから始まり、次々と放屁するメンバーに怒りをあらわにしたキラー・カーンからモンゴリアンチョップを浴びせられ、「顔を洗って出直して来い！」という言葉を受けてなぜか銭湯へ行く、というストーリー仕立てのものである。脱衣所にある牛乳のポスターモデルには、モデルのみれいが使われている。前半の銭湯のシーンでは全裸姿と学ラン姿の両方でのパフォーマンス・シーンがあり、後半はビル屋上での学ラン姿のパフォーマンス・シーンが中心になる。
この曲の振り付けは「帆を上げろ!」と同じくラッキィ池田が担当した。ミュージック・ビデオで披露する「全裸のラインダンス」もラッキィ池田の振り付けによるものである。この撮影にあたりケロリン桶風の「ボイメンの風呂桶」が作られた。局部の隠し方については「アキラ100%スタイルです」と言及しており、「見えてるか見えてないかのギリギリのところを確認しながら撮影をした」、「ポロリとかは普通にあった」、と語っている。

## プロモーション、ライブ・パフォーマンス
このシングルのリリースイベントは派生ユニットのYanKee5と誠に分かれて行うことが多く、日本テレビが開催する『超☆汐留パラダイス! -2018SUMMER-』とフジテレビが開催する『ようこそ!! ワンガン夏祭り THE ODAIBA』内で行われた「めざましサマーライブ」は、誠だけの出演となった。リリース日の9月12日は名古屋・アスナル金山で、翌13日は東京・サンシャインシティでイベントを開催した。13日のイベントでは、「天下奪取を目指すべく、ギネス記録保持者に挑戦する」という企画で、ギネス記録保持者である芸人のチェリー吉武との勝負をおこなった。リリース週の週末には日本ガイシアリーナ競泳プールにおいて、BOYS AND MENと弟分グループの祭nine.・BOYS AND MEN研究生・BOYS AND MENエリア別研究生の総勢48名による水泳大会『ドキッ！下剋上 男だらけの水泳大会』というイベントを催している。
メディア出演は、9月11日放送の『うたコン』（NHK）、14日放送の『おはスタ』（テレビ東京）で生ライブを披露、9月15日（14日深夜）放送の『バズリズム02』（日本テレビ）でスタジオ・ライブを披露した。
「炎・天下奪取」は『マジで航海してます。〜Second Season〜』の主題歌のほか、『採用!フリップNEWS』（中京テレビ）のエンディングテーマ（2018年9月度）に起用されている。また、前作「帆を上げろ!」に続き、タワーレコードがボーイズ・グループをプッシュする企画『BOYS POP!』の第14弾アーティストに選ばれた。

## 批評
リアルサウンドは、「アンセムという呼び方がピッタリくるコーラス、力強いポップネスを前面に押し出したサウンド、迷いのないポジティブ感を放つ歌詞がひとつになったこの曲からは、現在のボイメンの勢いが真っ直ぐに伝わってくる」・「『炎・天下奪取』には、ボイメンを構成する男気、笑い、温かさといった三大要素が詰め込まれている」と評している。

## シングル収録トラック

### 通常盤
1. 「炎・天下奪取」（作詞・作曲: 前山田健一、編曲: 三好啓太） – 4:41
2. 「あなたに出逢えたこと」（作詞・作曲: ナオト・インティライミ、編曲: REO・SHIKATA） – 4:03
3. 「つっぱりパッショネイト」（作詞: YUMIKO、作曲: SHIKATA・児山啓介・大智、編曲: 児山啓介） – 3:45
4. 「炎・天下奪取 -Instrumental-」
5. 「あなたに出逢えたこと -Instrumental-」
6. 「つっぱりパッショネイト -Instrumental-」

### 初回限定盤A
1. 「炎・天下奪取」
2. 「あなたに出逢えたこと」
3. 「つっぱりパッショネイト」

DVD
1. 「炎・天下奪取 -Music Video-」
2. 「炎・天下奪取 -Making of Music Video-」
3. 「炎・天下奪取 -Making of Jacket Photos-」

### 初回限定盤B
1. 「炎・天下奪取」
2. 「あなたに出逢えたこと」
3. 「つっぱりパッショネイト」
4. 「炎・天下奪取 -カラオケver.-」

### UNIVERSAL MUSIC STORE限定盤
1. 「炎・天下奪取」
2. 「あなたに出逢えたこと」

クレジット・時間：

## チャート成績
2018年9月24日付けのオリコンシングル週間ランキングとBillboard Japan Hot 100において、ともに同日リリースのNEWS「「生きろ」」に次ぐ2位にランクインした。リリース初週の売上枚数は、オリコンが推定115,451枚、ビルボードが137,807枚、と発表している。両チャートで1位を獲得した前作「進化理論」から初週売上枚数を落としている。オリコンの2018年度年間シングルランキングにおいて60位にランクイン。ビルボード・ジャパンの年間ランキングにおいては、Top Single Saleで54位、Hot 100は圏外、という結果である。
ビルボード・ジャパンはサウンドスキャンジャパンによる地域別売上データから、「炎・天下奪取」は前々作・前作と比較すると活動拠点の名古屋を擁する中部地方以外の地方での売上比率が上がっており、全国的にファンが広がっていることがうかがえる、という検証結果を発表している。